# میکائیل توماسیان
میکائیل ادواردی توماسیان (ارمنی: Միքայել Էդուարդի Թումասյան؛ زادهٔ ۱۸ ژانویهٔ ۱۹۸۰) یک  سیاستمدار اهل ارمنستان است که از تاریخ ۲۰۲۱ تا تاریخ ۲۰۲۶ سمت نمایندگی دوره هشتم مجلس ملی جمهوری ارمنستان را برعهده داشت.

## زندگی‌نامه
در ۱۸ ژانویهٔ ۱۹۸۰ در ایروان به دنیا آمد و از دانشگاه ملی معماری و شهرسازی ارمنستان فارغ‌التحصیل شد. 